# Romain Hussenot
Pour les articles homonymes, voir Hussenot.
Romain Hussenot (né le 11 novembre 1974) est un journaliste français.

## Biographie
Après avoir fait ses études de journalisme à l'Institut pratique de journalisme dont il sort en 1998, il entre à la chaine LCI où il devient présentateur des éditions du matin puis des journaux de l'après-midi.
À partir de septembre 2007 il succède à Harry Roselmack à la présentation du "Grand Journal" à 18h. Il présente également avec Michel Field plusieurs éditions spéciales sur la chaîne dont les soirées électorales. À l'occasion de la coupe du monde de football de 2010, il présente Les soirées bleues et Le 11 de LCI.
À la rentrée 2013, il prend en charge le 19-20h sur Lci. Son émission comprenant un Jt et un débat se nomme "La Newsroom".
Pendant une partie de l'été 2014 il arrive sur Europe 1 pour présenter Europe 1 Soir de 18h30 à 20h .
En novembre 2014 il devient joker de la matinale d'Europe 1 le week-end.
En novembre 2015, il quitte LCI pour devenir rédacteur en chef adjoint des journaux du week-end de TF1.
En août 2022, il devient rédacteur en chef des journaux de 13h en semaine sur TF1. 